# Вестербург (замок)
Вестербург (нем. Burg Westerburg) — средневековый замок, расположенный в общине Хю, в земле Саксония-Анхальт, Германия. Комплекс находится на популярном туристическом маршруте «Дорога романики». Вестербург считается одним из старейших сохранившимся замков на воде на территории Германии.

## История

### Ранний период
Скорее всего укрепления на месте замка существовали ещё до X века. Черех данную местность издавна проходила мощёная дорога и для её охраны, вероятно, имелся форт. Но достоверных сведений об этом не имеется.
В XI веке земли, где находится замок, принадлежали Хальберштадтскому епископству. Около 1180 года графы Регенштайн получили данную землю в качестве феодального владения. Очень скоро они возвели здесь одну из своих самых сильных крепостей. Был построен мощный замковый комплекс. Внутри кольцевых стен графы построили собственную резиденцию и несколько жилых зданий (для воинов гарнизона, слуг и гостей). Внешняя каменная, имевшая толщину до двух метров, одновременно являлась внешней стеной этих домов.

### XVI век
В 1599 году род графов Регенштайн пресёкся. Вестербург вернулся в собственность епископства Хальберштадтского. Фактически владельцем комплекса оказался герцог Генрих Юлий Брауншвейг-Вольфенбюттельский. Причём Вестербург немедленно стал использоваться как залог для получения займов и ссуд. Это привело к тому, что в течение следующих столетий владельцы прежней крепости неоднократно менялись:

### XVII век
В 1630 году во время Тридцатилетней войны шведские войска захватили замок. Но к счастью он не был разрушен. В 1648 году, после завершения войны, Хальберштадтская епархия, а с ней замок Вестербург, вошли в состав перешли в Курфюршества Бранденбург. В 1681 году завершено строительство замковой часовни в стиле барокко. В это время владельцами комплекса были Хеннинг Адольфа фон Штайнберг и Анна Катарина фон Мюнхгаузен.

### XVIII век
После смены нескольких владельцев, каждый из которых внёс свой вклад в реконструкцию Вестербурга, в 1701 году новыми собственниками стал Гогенцоллерны. Поочерёдно несколько прусских наследников престола и принцев использовали замок как свою важную резиденцию. Среди них Фридрих I, Фридрих II и Генрих Прусский. В это время Вестербург превратился в богатое имение с большим количеством хозяйственных построек.
В 1770 году замок арендовал Георг Вильгельм Ваншаффе. В качестве оплаты он обещал осушить заболоченные территории маршрута Большой Брух.

### XIX век
В 1802 году замок государственным владением Пруссии. Он использовался в разных целях, но утратил статус важной королевской резиденции.

### XX век
После завершения Второй мировой войны Вестербург оказался на территории Советской зоны оккупации Германии, то есть будущей ГДР.
В 1952 году замок стал центром Вестербургского административного штаба сельскохозяйственного производственного кооператива (LPG) (некоего подобия советского колхоза). Здесь устроили конторы, общежития, конюшни и небольшой ресторан.
В 1990 году после падения Берлинской стены замок был сдан в аренду консорциуму предпринимателей, которые хотели перестроить Вестербург в ресторанно-гостиничный комплекс. В 1999 году в ходе аукциона комплекс оказался продан в частную собственность. Здесь начался масштабный капитальный ремонт. Вскоре замок был перестроен в современный комфортабельный отель.

### XXI
2 июля 2000 года состоялось открытие 4-звёздочного отеля повышенной комфортности с рестораном. Вскоре здесь же заработала зона СПА.

## Описание замка

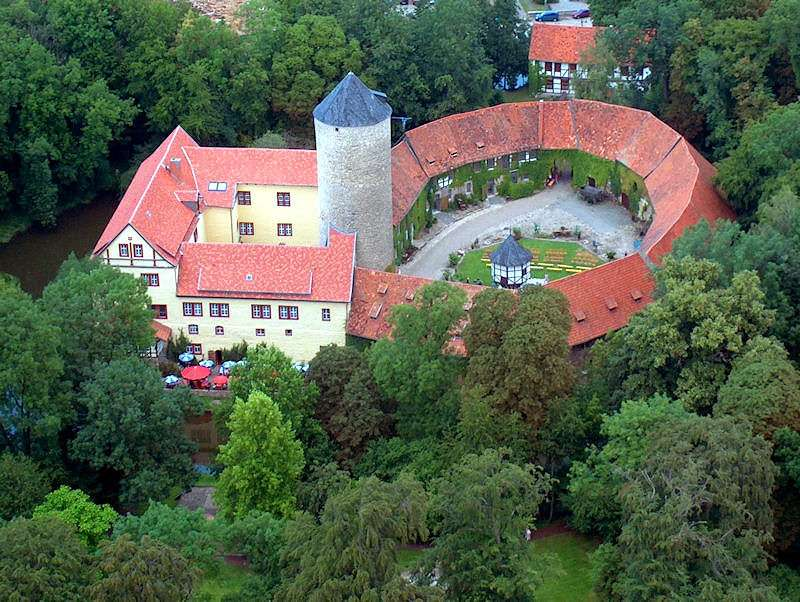
Общий вид замка

До наших дней сохранились остатки двух внешних рвов. Внутренний ров окружает самую старую часть замка. Здесь находилась цитадель, обнесённая кольцевой стеной и бергфрид. Главная башня достигает высоты 33 метра и имеет круглую форму. При этом Высокий вход был расположен на высоте 12 метров. В замок можно было попасть только с северо-западной стороны по подъёмному мосту через ров. Позднее этот мост был заменён постоянным каменным.
В западной части комплекса находится крупное здание прямоугольной формы, построенное в более поздний период. Это главная резиденция с небольшим внутренним двором. Основные строительные работы по реконструкции резиденции проводились в эпоху Возрождения, что особенно заметно по форме окон и порталов. В замковой капелле хорошо сохранился деревянный алтарь с кафедрой епископа. На стене сохранилась надпись «1681 год».

## Современное использование
В замке функционирует ресторан Princess Marie Pauline, винный погреб и отель с спа. Для туристов доступны Зеркальный зал в графской резиденции, капелла и замковые укрепления.

## Интересные факты
14 июля 1596 года во время охоты на ведьм на территории замка были сожжены две женщины, обвинённые в колдовстве. 12 мая 1597 года здесь публично сожгли ещё трёх несчастных женщин. Эти процессы в Вестербурге инициировал судебный пристав Перегринус Хюнеркопф. Одна из осуждённых, Катарина Бернбург, смогла сбежать в Вернигероде. Но там она была схвачена и всё равно отправлена на костёр.

## Галерея

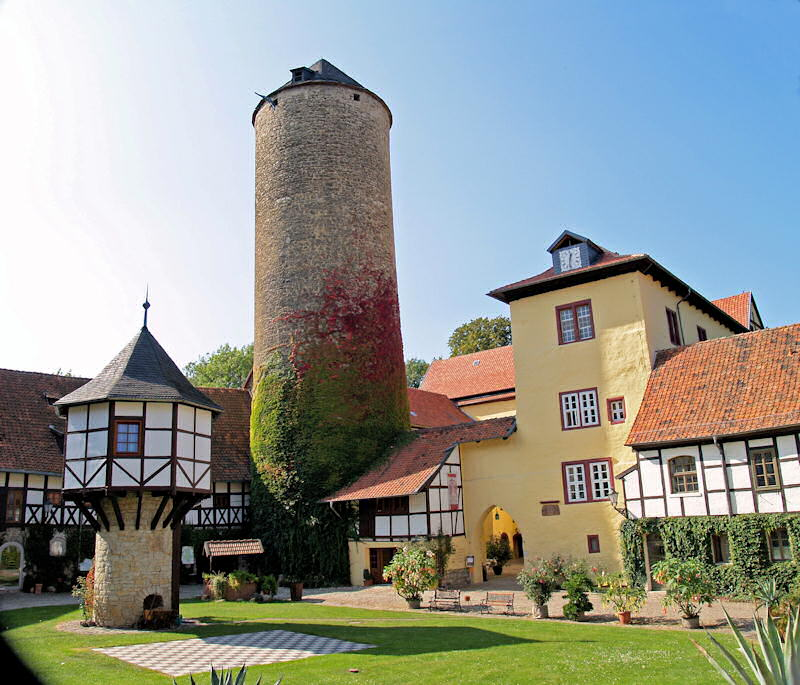
Внутренний двор замка
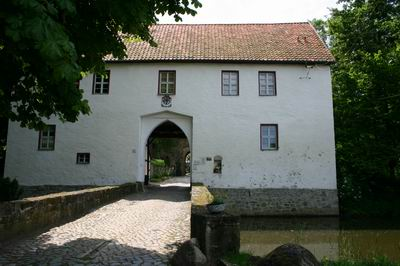
Внешние ворота замка
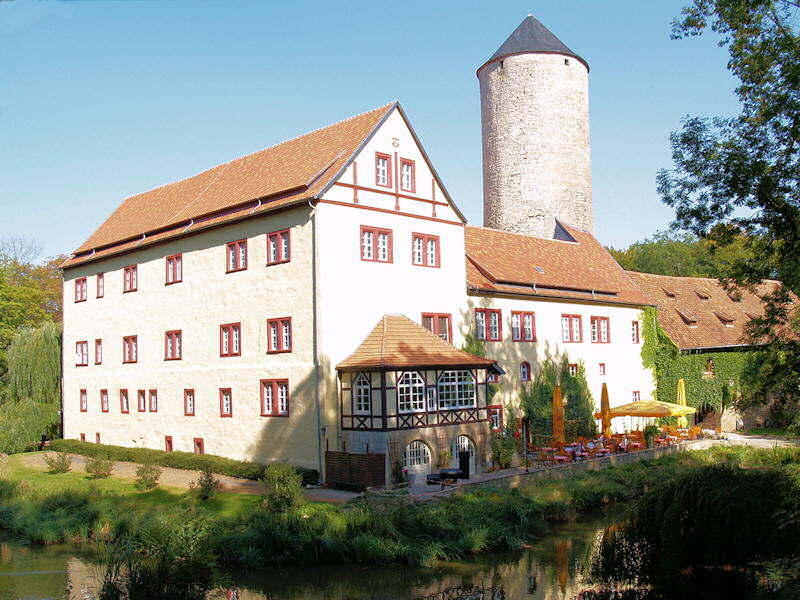
Вид графской резиденции с юго-западной стоороны
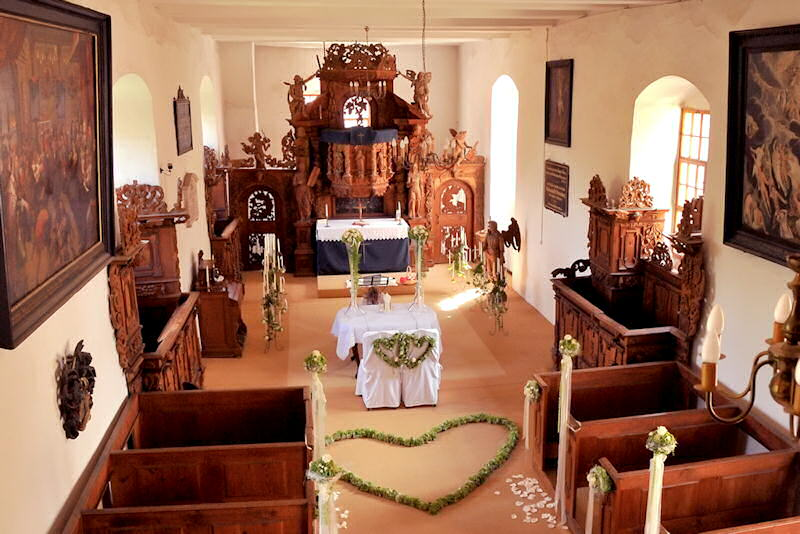
Внутреннее убранство капеллы
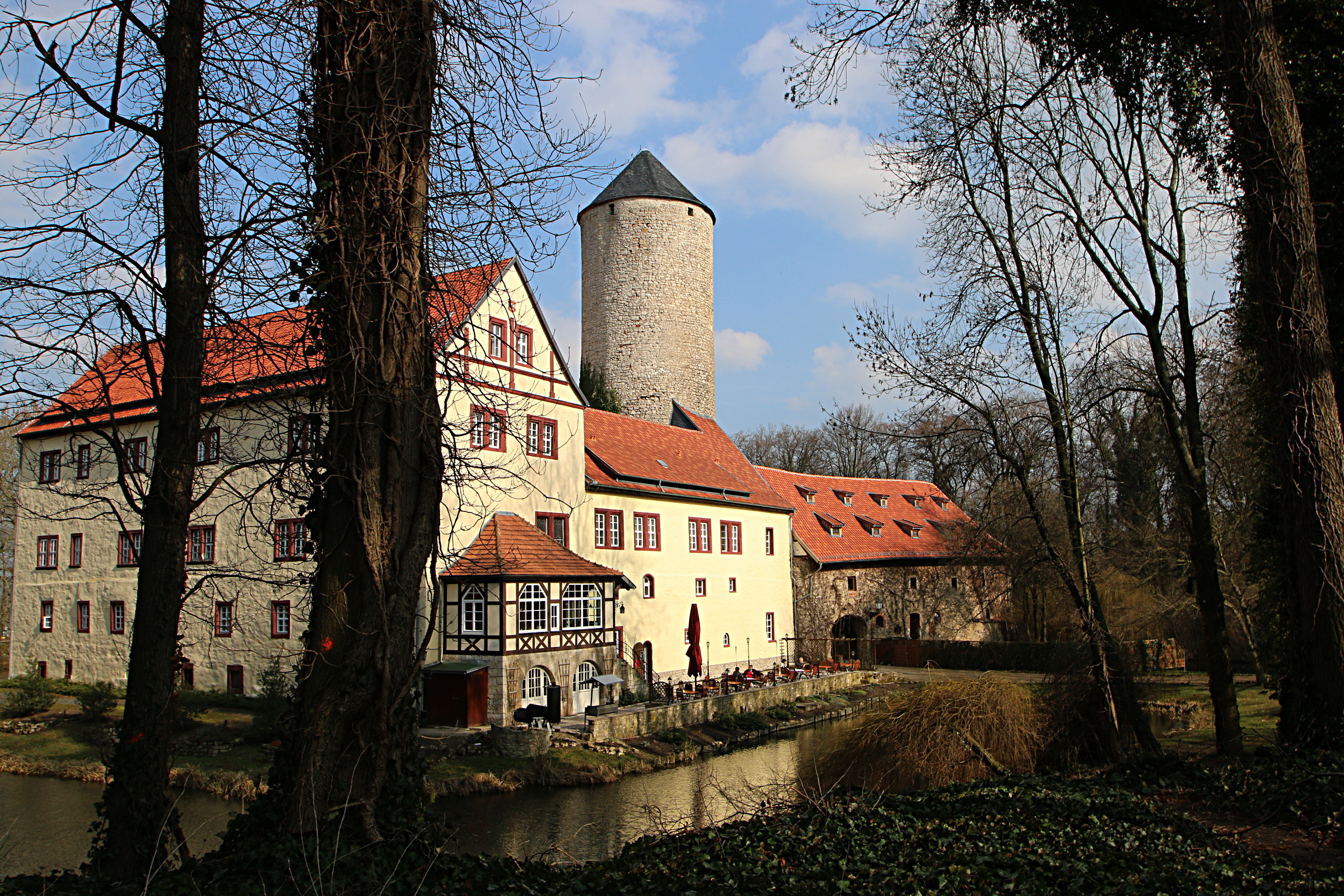
Westerburg, Ansicht von der Parkseite
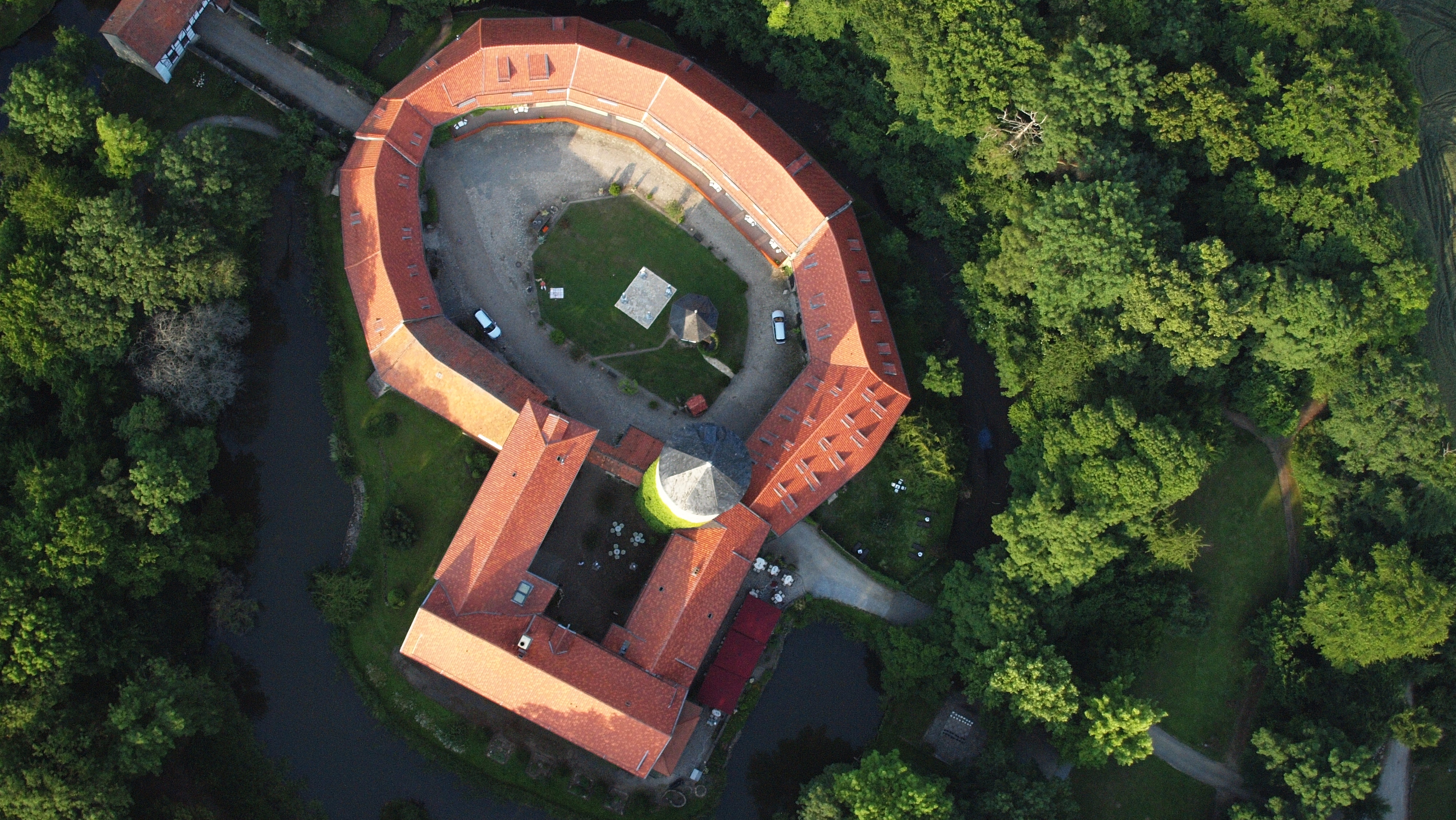
Общий вид замка с высоты (2015)